# Krämarstaden
Krämarstaden är en resandebosättning, belägen cirka tre kilometer söder om Finnerödja. Namnet kommer från krämare i betydelsen köpman. 

## Historik
Bebyggelsen etablerades i 1900-talets början och avvecklades i början av 1920-talet, då de sista boende fördrevs. Eventuellt hänger denna utrensning samman med 1923 års fattigvårdslag som förbjöd resande att stanna mer än tre veckor på samma plats.
På platsen finns spår av ett tiotal enkla stugor och de är av samma typ som obesuttna levde i under denna tid, främst backstugor och enkla torp.
Under de drygt 20 åren som det bodde folk här bodde sammanlagt runt 200 personer i Krämarstaden. Det initiala främlingskapet mellan nyinflyttade och lokalbefolkningen förbättrades i takt med att grannarna lärde känna varandra bättre.
En del av byggnaderna stod kvar ända fram till andra världskriget.